# 石棉茶馬古道
石棉茶馬古道位於四川省雅安市石棉縣，文物遺址年代判定為清。2012年7月16日公佈為第八批四川省文物保護單位。

## 簡介[2]
石棉茶馬古道位於四川省雅安市石棉縣蟹螺鄉江壩村五組和猛種村一、二組，是古代四川聯繫西南諸民族的重要交通要道之一，現古道上還保存有較為完整的古村落蟹螺堡子、猛種堡子、木耳堡子。石棉縣區域早在商周時期，由於文化交流及民族遷徙等原因，便已形成了一條北通中原，南及南亞的古道，史籍中記載有旄牛道等在石棉縣現轄區內。隨著南絲綢古道的開通，蜀地經濟得到發展，邊地得到進一步開發，而石棉縣茶馬古道逐漸成為西南古道中不可或缺的一段。現存的三個堡子不僅是旄牛道上重要的村落，也是南絲綢之路上重要的村落。堡子在清代時期形成規模，原屬清代松林地土司所轄“四十八堡”之一。全修建於大山山腰上，為爾蘇、木雅藏族聚集地。堡子內的建築全為藏式碉房，木石結構，單簷歇山式頂，穿斗式結構，小青瓦或青石板屋面，二至四層，牆體用稍加休整的石片或石塊砌成，牆體中含有與牆面寬度一樣長的長條木板作牆筋。建築平面多數為長方形，少數為曲尺形。房屋朝向一般是朝東、朝北，不朝南。堡子內現存有大量清代時期修建的碉樓建築。堡子內的建築錯落有致，加之處於大山深處，顯得古樸而富含韻味。它們不僅記錄著這一帶爾蘇、木雅藏族的發展史，而且記錄了茶馬古道-川滇線（石棉段）諸多歷史信息，是瞭解和研究四川茶馬古道-川滇線（石棉段）十分重要的“活證據”，具有非常高的藝術、歷史、社會、科學價值。